# Fortunate Chidzivo
Fortunate Chidzivo (* 16. März 1987) ist eine simbabwische Leichtathletin, die sich auf den Langstreckenlauf spezialisiert hat.

## Sportliche Laufbahn
Erste Erfahrungen bei internationalen Meisterschaften sammelte Fortunate Chidzivo 2017 bei den Weltmeisterschaften in London, bei denen sie im Marathonlauf in 2:58:51 h den 74. Platz belegte. 2019 nahm sie im 5000-Meter-Lauf an den Afrikaspielen in Rabat teil und belegte dort in 16:08,59 min den zehnten Platz. Zudem wurde sie im Halbmarathon in 1:13:57 h Sechste. Bei den Halbmarathon-Weltmeisterschaften 2020 in Gdynia lief sie nach 1:10:50 h auf dem 27. Platz ein und 2023 wurde sie bei den Weltmeisterschaften in Budapest nach 2:43:28 h 55. im Marathonlauf.

## Persönliche Bestzeiten
- 5000 Meter: 16:08,59 min, 26. August 2019 in Rabat
- 10-km-Straßenlauf: 32:26 min, 15. September 2019 in Kapstadt (nationale Bestleistung)
- Halbmarathon: 1:10:50 h, 17. Oktober 2020 in Gdynia (simbabwischer Rekord)
- Marathon: 2:35:05 h, 11. Dezember 2022 in Málaga